# Zatoka (geografia)

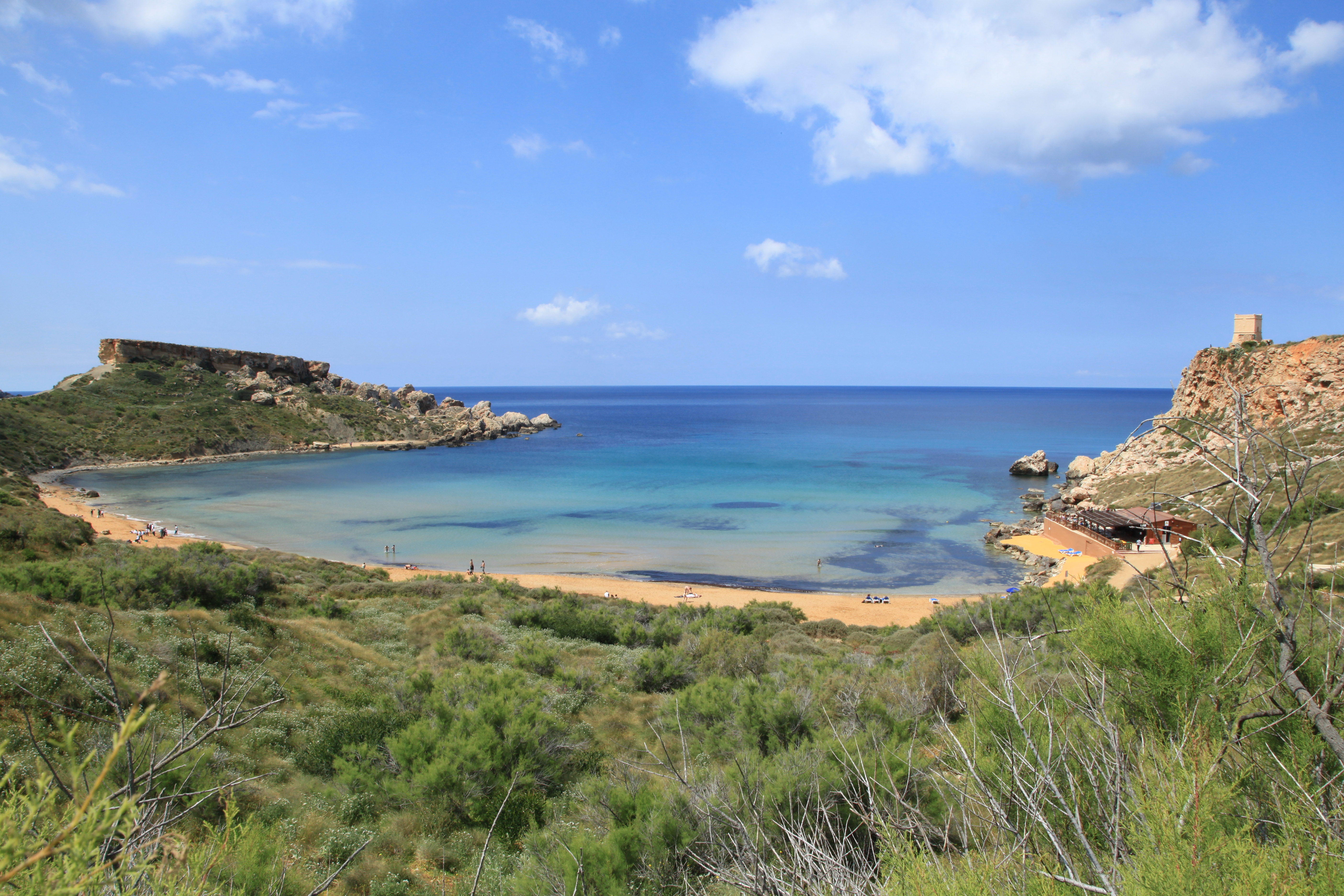
Zatoka morska Għajn Tuffieħa Bay na Malcie

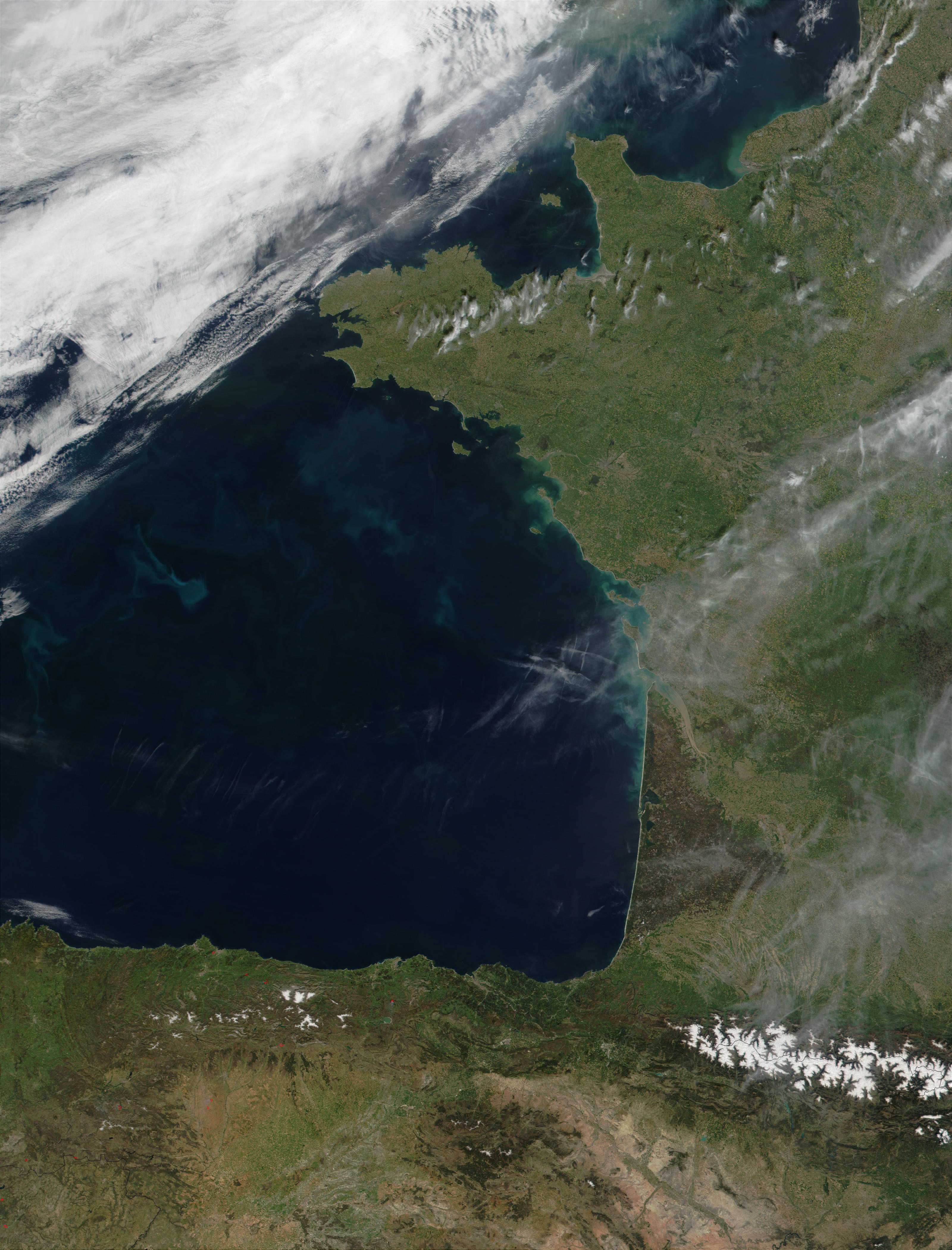
Zatoka Biskajska na zdjęciu satelitarnym

Zatoka – część zbiornika wodnego (oceanu, morza, jeziora) wcinająca się w ląd, ograniczona często od wód otwartych przylądkami lub małymi wyspami, przy czym rozmiary i kształt tego akwenu nie mają większego znaczenia.

## Zatoki morskie świata
- Ocean Atlantycki: Biskajska, Kadyksu, Gwinejska, Biała, Wenezuelska, Moskitów, Meksykańska, Honduraska, Chesapeake, Fundy, Świętego Wawrzyńca, Ungava, Hudsona, Jamesa, Trondheimsfjorden.
  - Ocean Arktyczny: Kandałaksza, Oneska, Dwińska, Bajdaracka, Obska, Amundsena, Boothia.
  - Morze Północne: Morze Wattowe
  - Morze Irlandzkie: Zatoka Dublińska
  - Morze Barentsa: Zatoka Czoska, Zatoka Mezeńska
  - Morze Bałtyckie: Kilońska, Meklemburska, Pomorska, Zalew Szczeciński, Gdańska, Pucka, Zalew Wiślany, Zalew Kuroński, Ryska, Fińska, Botnicka, Hanöbukten.
  - Morze Śródziemne: Walencka, Lwia, Genueńska, Tarencka, Wenecka, Rijecka, Zatoka Koryncka, Wielka Syrta, Mała Syrta, Wielki Port, Port Marsamxett, Ramla Bay, Inland Sea
  - Morze Czarne: Karkinicka, Taganroska

- Ocean Spokojny: Tajlandzka, Tonkińska, Zatoka Szelichowa, Alaska, Kalifornijska, Panamska, Karpentaria,

- Ocean Indyjski: Sueska, Akaba, Adeńska, Perska, Omańska, Kambajska, Bengalska, Wielka Australijska.